# 戚賢
戚賢（1492年—1553年），字秀夫，初號南山，晚年改號南玄，南直隸滁州直隸州全椒縣人，明朝政治人物，進士出身。

## 生平
嘉靖四年（1525年）乙酉科應天鄉試第十二名舉人，嘉靖五年（1526年）聯捷丙戌科進士，授歸安縣知縣，丁憂歸，起知唐縣。嘉靖十二年（1533年），升吏科給事中。嘉靖十四年（1535年），升兵科右給事中、工科都給事中。嘉靖二十年（1541年），升刑科都給事中，同年彈劾郭勛及尚書張瓚、樊繼祖，并舉薦聞淵、熊浹、劉天和、王畿、程文德、徐樾、萬鏜、呂柟、魏校、程啟充、馬明衡、魏良弼、葉洪等人，得罪明世宗，謫山東布政司都事。諸被薦者皆奪俸。不久辭職歸鄉。

## 家族
祖父戚敏剛；父戚永富，兄戚華、戚珊。

## 延伸阅读
[在维基数据编辑]
 《明史卷二百〇八》，出自《明史》